# Goddardobdella elegans
A Goddardobdella elegans é uma sanguessuga da família Hirudinea do género Goddardobdella. Foi descrita pela primeira vez em 1867 por Grube. Esta espécie espécie está distribuída pela Austrália e já foi observada também na Papua-Nova Guiné.